# Уоллес, Ирвин
Ирвинг Уоллес (англ. Irving Wallace; 19 марта 1916 — 29 июня 1990) — американский писатель и сценарист.
Родился в семье выходцев из Российской империи еврейского происхождения. Дети: Amy Wallace и David Wallechinsky.
Работал в Японии и Испании.

## Известные книги
- Документ Р- написан в 1976, издан в СССР в 1979, экранизирован в 1985 году.
- Нобелевская премия — экранизирована в 1963;
- Семь минут
- Последний секрет